# Tosya (district)
Tosya is een Turks district in de provincie Kastamonu en telt 40.795 inwoners (2011). Het district heeft een oppervlakte van 1185,6 km². Hoofdplaats is Tosya.
De bevolkingsontwikkeling van het district is weergegeven in onderstaande tabel.
| 1997   | 2000   | 2007   | 2011   |
| ------ | ------ | ------ | ------ |
| 41.977 | 41.995 | 41.046 | 40.795 |